# Javier Sodero
Javier Osvaldo Sodero (Villa María, Argentina; 17 de julio de 1964) es un exfutbolista argentino que se desempeñaba como guardameta. Actualmente integra el cuerpo técnico de Marcelo Gallardo como entrenador de arqueros en el Club Atlético River Plate

## Clubes
| Club              | País      | Año       |
| ----------------- | --------- | --------- |
| Belgrano          | Argentina | 1986-1992 |
| River Plate       | Argentina | 1992-1995 |
| Huracán           | Argentina | 1995-1996 |
| Provincial Osorno | Chile     | 1996      |
| Chacarita Juniors | Argentina | 1997-1999 |
| Deportivo Español | Argentina | 1999-2000 |

## Palmarés

### Campeonatos nacionales
| Título           | Club        | País      | Año    |
| ---------------- | ----------- | --------- | ------ |
| Primera División | River Plate | Argentina | A-1993 |
| Primera División | River Plate | Argentina | A-1994 |